# مؤسسة الثغرة الثقافية
مؤسسة الثغرة الثقافية (بالإسبانية: Fundación Cultural Azagra)‏ والمعروفة باسم قرية الورود (بالإسبانية: Alquería de Rosales)‏ هو مركز تعليمي ووقف إسلامي تأسس عام 1993م على يد عبد الصمد روميرو وتم افتتاحه رسميا في يوليو 2001. يقع أقصى شمال مقاطعة غرناطة بالقرب من قرية بويبلا دي دون فادريكي وتحده منطقة مرسية من الشمال الشرقي ومقاطعة البسيط في الشمال الغربي وفي الغرب تجاوره مقاطعة جيان. يضم المجمع مسجدا وكلية للدراسات الاندلسية ومدرسة قرآنية ومكتبة وقاعات محاضرات تتسع ل300 دارس ومطعم.
يطل المجمع على جبل الثغرة التاريخي، آخر الثغور الإسلامية بعد سقوط مملكة غرناطة عام 1492م، تبلغ مساحة وقف مجمع الثغرة الثقافي حوالى 120 هكتارا، يرتفع المجمع بمقدار 1230 مترا عن سطح البحر ويضم آلاف الأشجار كالصنوبر والجوز واللوز والكرز وغيرها كما يضم المجمع اقسام لتربية الخيول والدجاج وأكثر من سبع ينابيع وعيون، بالإضافة لشقق إيواء تتسع لحوالي 120 شخص.
عقد المركز اتفاقا مع جامعة الأزهر لتدريس المواد الشرعية كما يتمتع باعتراف اتحاد جامعات العالم الإسلامي. ويتميز المركز بقسم خاص بالمخطوطات الأندلسية تشرف عليه أديبة روميرو؛ وهو متخصص بجمع المخطوطات وترميمها. وتتميز المكتبة بنسخة طبق الأصل من مصحف عثمان المحفوظ في اسطنبول، والذي أهدي من حكومة تركيا إلى المركز كنسخة خاصة بإسبانيا.
من أبرز المحاضرين وضيوف مؤسسة الثغرة الدكتور عمر فاروق عبد الله ود. تيموثي وينتر «عبد الحكيم مراد» ود. حمزة يوسف ود.محمد أكرم الندوي ود. أبو بكر السوداني والشيخ محمد حيدرة من غامبيا و الشيخ الدكتور أحمد سعد الأزهري مؤسس معهد الإحسان  وعلي كيلر مؤسس فرقة «الفردوس» الموسيقية. ويتكون كادر المؤسسة من الشيخ محمد اقصبي، وهو فقيه مالكي سوسي شغل سابقا كإمام لمسجد غرناطة في حي البيازيين، بالإضافة للمترجم الإسباني البارز «عبد النور أندريس غيخارو»، الذي صدر له العديد من المؤلفات.

## وصلات خارجية
- مجمع الثغرة الثقافي  (بالإنجليزية)
- قرية الورود على تويتر.
- قرية الورود على فيسبوك.